# Саломас
Салома́с — твёрдый жир, получаемый в промышленности путём гидрогенизации жидких жиров, в основном растительных масел. Производство саломасов было широко распространено в СССР для удовлетворения потребности пищевой промышленности в большом количестве твёрдых жиров — заменителей животного жира.
Суть процесса гидрогенизации заключается в частичном гидрировании двойных связей, входящих в состав непредельных жирных кислот масла. В промышленности используют никелевые катализаторы. Важной особенностью процесса гидрогенизации является образование трансжиров, в основном элаидиновой кислоты. В настоящее время[когда?] в пищевой промышленности саломас замещается на переэтерефицированный жир. Это связано с введением ограничений по содержанию транс-изомеров жирных кислот в пищевой продукции.
В промышленности получают технический и пищевой саломасы. Наибольшее распространение получили пищевые саломасы марок пМ2, пМ5, пМ12. Пищевые саломасы используются в производстве маргаринов, жиров специального назначения, а также в производстве мыла.
В Российской Империи существовало акционерное общество «Саломас», объединявшее в себе несколько предприятий, специализировавшихся на выпуске твердых жиров, а также других пищевых и химических компонентов.